# Jabučki Rit
Jabučki Rit (en serbe cyrillique : Јабучки Рит) est un faubourg de Belgrade, la capitale de la Serbie. Il est situé dans la municipalité de Palilula, district de Belgrade.

## Localisation
Jabučki Rit est situé au nord de Palilula, dans la partie de la municipalité qui se trouve dans la région du Banat, à 23 km au nord du centre-ville de Belgrade. La localité est construite dans la partie centrale du marais de Pančevački rit, au bord du canal de Butuš. À l'écart des axes majeurs de communication, la localité se trouve à 10 km du Zrenjaninski put, la route qui relie la capitale serbe à la ville de Zrenjanin, dans la province de Voïvodine.

## Caractéristiques
Comme la localité voisine de Glogonjski Rit, Jabučki Rit est considéré comme une sous-localité dépendant de Padinska Skela, située à 13 km à l'ouest. Les trois localités ne forment de continuité urbaine.
Jabučki Rit doit son nom au village voisin de Jabuka, dans la municipalité d'Opovo en Voïvodine. Il signifie « le marais de Jabuka ». Comme la plupart des localités du Pančevački rit, Jabučki Rit s'est développé après 1947, pour héberger les ouvriers qui travaillaient à la bonification du secteur et qui furent plus tard employés par la société agricole PKB, qui possède encore aujourd'hui les terres cultivées du secteur.
La localité est un site privilégié pour l'observation des oiseaux.